# Tristan Irle
Tristan Irle ist eine regionale Krimi-Romanreihe des deutschen Schriftstellers Ralf Strackbein (* 1962). Aufgrund ihres Schauplatzes im Siegerland erfreut sie sich insbesondere dort vieler Fans.
Die Reihe hat momentan (2024) 34 Teile. Der 27. Band wurde am 12. Oktober 2017 veröffentlicht und im Rahmen einer Lesung in der Nikolaikirche in Siegen präsentiert. Band 28 folgte am 11. Oktober 2018. Titelheld der Tristan Irle-Romane ist der fiktive Siegerländer Privatdetektiv Tristan Irle, der in der Siegener Altstadt wohnt. In jedem Band klärt er einen mysteriösen Mordfall auf. Dabei beziehen sich die Romane meist auf aktuelle Themen (wie z. B. in Tristan Irle trifft den Wisent, wo der Tatort bzw. der Hauptschauplatz die derzeit viel in den Medien diskutierte Wisent-Wildnis ist, oder auch zur Windkraftdebatte in verschiedenen Siegerländer Orten in Sturmwind). Die Bände werden im Magolves-Eigenverlag herausgegeben.

## Figuren
Im Folgenden werden die wichtigsten Figuren der Romanreihe kurz beschrieben:

### Tristan Irle
Tristan Irle ist der Titelheld der Romane. Er wird als Mittvierziger beschrieben, der Strickjacken trägt und Pfeife raucht. Sein Wohnsitz, ein Fachwerkhaus, befindet sich in der Siegener Altstadt, gegenüber der Marienkirche. Dort lebt Tristan Irle zusammen mit Marlowe, seinem Kakadu.

### Hauptkommissar Norbert Pfeiffer
Hauptkommissar Norbert Pfeiffer gehört zusammen mit seinem Kollegen Werner Holzbaum zur Hagener Mordkommission. Er ist Raucher, notorischer Raser und schätzt Tristan Irle nicht besonders. Trotzdem hätte er ohne die Hilfe Tristan Irles viele seiner Fälle nicht lösen können, was ihn insgeheim sehr ärgert.

### Kommissar Werner Holzbaum
Kommissar Werner Holzbaum ist der Kollege Pfeiffers und deutlich ruhiger als dieser. Er wuchs auf einem Bauernhof auf und fasst nicht so vorschnelle Urteile wie Pfeiffer. Anders als Pfeiffer mag er auch Tristan und seinen Kakadu.

### Jungkommissar Arne Affolderbach
Arne Affolderbach ist ein junger Kollege von Pfeiffer und Holzbaum und im Siegerland geboren und aufgewachsen. Im Gegensatz zu Pfeiffer geht er auch gerne mit neuen Medien um. Diese Figur hatte ihren ersten Auftritt in Band 21.

### Helga Bottenberg
Helga Bottenberg ist Tristans Lebensgefährtin und besitzt eine kleine Pension in der Ginsberger Heide. Er lernt sie im Band 3 Mord Pur kennen. In den meisten Romanen kommt sie allerdings mehr am Rande vor und hilft nicht bei der Aufklärung der Mordfälle.

### Erich Roth
Erich Roth ist Diakon der Marienkirche und Tristans bester Freund. Er hat Tristan schon bei einigen seiner Fälle geholfen.

### Marlowe
Marlowe ist Tristans Kakadu und sein bester Freund. Tristan bekam ihn schon als Jungvogel und lebt seitdem mit ihm zusammen. Er hat Marlowe einige Sprüche deutscher Dichter beigebracht, die dieser in den unpassendsten Situationen zum Besten gibt.

### Wiederkehrende Figuren
- Robert Fischer (Landrat; ab Band 24)
- Otto Otterbach (Ex-Landrat)
- Wilhelm Flender (Polizeidirektor)
- Friedrich Büdenbender (Staatsanwalt)
- Sina Santes (IT-Expertin; Auftritte in Band 7, 11, 14, 20, 27, 32 und 33)
- Berthold Liebknecht alias Wisser Ohm (ehemaliger Agent; Auftritte in Band 1, 2, 5, 7, 10, 14, 19, 20 und 26)
- Hans Köhler (Tristans Schwager und Köhler von Beruf; Auftritte in Band 2 und 14)
- Elisabeth Köhler (Tristans Schwester; Auftritte in Band 2, 14 und 29)
- Sara Köhler (Tristans Nichte; Auftritte in Band 2, 9, 14, 24, 28 und 29)
- Sebastian Köhler (Tristans Neffe; Auftritte in Band 2, 9 und 14)
- Dr. Liliane Lindenberg (forensische Pathologin; Auftritte in Band 22, 24 und 28)
- Nadine Weinberger (Journalistin) und Strubbel alias Alexander Müller (Fotograf und Kollege von Nadine; Auftritte in Band 2, 66, 25 und 33)
- Fürst Siegfried von Schayn zu Widerstein (Waldbesitzer; Auftritte in Band 12 und 24)
- Klette (Ex-Geldfälscher und Tristans Freund; Auftritte in Band 9 und 11)

## Bücher
| Bandnummer | Titel                                                      | Erscheinungsjahr |
| ---------- | ---------------------------------------------------------- | ---------------- |
| 1          | Tristan Irle und der Rubensmord                            | 1991             |
| 2          | Tristan Irle – Eine Leiche auf der HTS                     | 1992             |
| 3          | Tristan Irle – Mord Pur                                    | 1993             |
| 4          | Tristan Irle – Die Abseitsfalle                            | 1994             |
| 5          | Tristan Irle – Das sexte Gebot                             | 1995             |
| 6          | Tristan Irle und der Rathauskomplott                       | 1996             |
| 7          | Tristan Irle – Der Braumeister                             | 1997             |
| 8          | Tristan Irle – Gegen den Strich                            | 1998             |
| 9          | Tristan Irle – Tödliche Doktorspiele                       | 1999             |
| 10         | Tristan Irle – Siegener Maskerade                          | 2000             |
| 11         | Tristan Irle – Eisenhart                                   | 2001             |
| 12         | Tristan Irle – Die Fürstenjagd                             | 2002             |
| 13         | Tristan Irle – Lokalzeit                                   | 2003             |
| 14         | Tristan Irle – Baum fällt!                                 | 2004             |
| 15         | Tristan Irle – Die Zitternden Tenöre                       | 2005             |
| 16         | Tristan Irle – Der Killersteig                             | 2006             |
| 17         | Tristan Irle – Locht ein                                   | 2007             |
| 18         | Tristan Irle hat Lampenfieber                              | 2008             |
| 19         | Tristan Irle und der Grabräuber                            | 2009             |
| 20         | Tristan Irle – Wo ist Marlowe?                             | 2010             |
| 21         | Tristan Irle – Der Bienenstich                             | 2011             |
| 22         | Tristan Irle serviert kalte Platte                         | 2012             |
| 23         | Tristan Irle – Die letzte Filmklappe                       | 2013             |
| 24         | Tristan Irle trifft den Wisent                             | 2014             |
| 25         | Tristan Irle – Sturmwind (Jubiläumsband mit 20 Aquarellen) | 2015             |
| 26         | Tristan Irle – Der Missionsbefehl                          | 2016             |
| 27         | Tristan Irle – Der Luther-Anschlag                         | 2017             |
| 28         | Tristan Irle – Die Killer-OP                               | 2018             |
| 29         | Tristan Irle – Das Pferdegrab                              | 2019             |
| 30         | Tristan Irle – Nachtfrost                                  | 2020             |
| 31         | Tristan Irle – Die Todes-Rallye                            | 2021             |
| 32         | Tristan Irle – Das Krimispiel                              | 2022             |
| 33         | Tristan Irle – Der Heimatverein                            | 2023             |
| 34         | Tristan Irle – Die Dilldappen-Verschwörung                 | 2024             |

## Kurzbeschreibungen der Bücher

### Tristan Irle und der Rubensmord
Die Feierlichkeiten zum 350. Todestag von Peter Paul Rubens sollten eigentlich friedlich und ohne größeres Aufsehen gefeiert werden. Doch als man eine Leiche im Vorhof des Oberen Schlosses findet, ändert sich dies schlagartig. Privatdetektiv Tristan Irle übernimmt den Fall und schon bald muss er feststellen, dass hinter dem Fall mehr zu stecken scheint, als es vordergründig aussieht.

### Tristan Irle – Eine Leiche auf der HTS
Die Bewohner des Siegerlandes bereiten sich friedlich auf Weihnachten vor, doch als man eine Leiche im Schnee begraben findet, wird die Ruhe schnell zerstört. Tristan Irle übernimmt die Aufklärung des mysteriösen Mordes. Dabei verfängt er sich in einem Netz von Bestechungen, Lügen und Intrigen.

### Tristan Irle – Mord Pur
Seit Jahren ist Kultur Pur der Begriff für ein Fest der besonderen Art. Als Tristan Irle sich ein paar Tage Urlaub auf dem Giller gönnt, trifft er dort Pensionsbesitzerin Helga Bottenberg (seit diesem Buch seine Freundin). Der Tag wird von Beschaulichkeit bestimmt, bis ein hinterhältiger Anschlag die Idylle zerstört.

### Tristan Irle – Die Abseitsfalle
Wieder einmal hat es die Damenmannschaft des SC Siegen geschafft. Sie steht im Endspiel um die deutsche Meisterschaft. Doch plötzlich verunglückt ein Mitglied des Vereins auf mysteriöse Weise und es stellt sich die Frage, ob es ein Mord war. Diese Frage soll Tristan Irle klären. Voller Tatendrang stürzt er sich ins Spiel, doch das Spiel ist nicht fair und er durchschaut die heimtückische Abseitsfalle.

### Tristan Irle – Das sexte Gebot
Nachdem seit Tagen Regenschauer über das Siegerland gezogen sind, erschüttert eines Nachts eine Autoexplosion die Siegener Innenstadt. Es gibt einen Toten. Etwa zur gleichen Zeit findet Tristan Irle ein Findelkind in der Marienkirche. Haben beide Ereignisse etwas miteinander zu tun? Tristan Irle und die Polizei stehen vor einem Rätsel.

### Tristan Irle und das Rathauskomplott
Es ist der Beginn der Adventszeit und der alljährliche Sieger Weihnachtsmarkt findet statt. Plötzlich erschüttert ein fürchterlicher und auf selbigen die Gemüter. Schockiert schalten sich Staatsanwaltschaft und Polizei ein. Ihnen eine Nasenlänge voraus ist eine junge Reporterin. Sie bittet Tristan Irle um Hilfe, denn sie vermutet Verbindungen zum Rathaus. Machenschaften allerorts, und der kommunale Filz drohen schließlich die Ermittlungen zu ersticken.

### Tristan Irle – Der Braumeister
Roland Eichbaum, ein junger Braumeister hat die Idee seines Lebens. Er möchte in Asien Bier brauen.
Die Verhandlungen sind schon in vollem Gange, als ein Mord die Bierbrauer des Siegerlandes erschüttert. Tristan Irle ermittelt, doch bis er zur Lösung kommt, muss er sich durch ein Netz von Ungereimtheiten wühlen und so manches Glas Bier leeren. Und dann ist da auch noch ein geheimnisvoller Chiffrierschlüssel, der Tristans Ermittlungen behindert.

### Tristan Irle – Gegen den Strich
Als die kleine Großstadt Siegen aufgrund einer Kunstmesse im Fokus der Weltöffentlichkeit steht, geschieht plötzlich ein Mord an einem Siegener Künstler. Bei seinen Ermittlungen muss Tristan Irle feststellen, dass die Kunstszene genauso schillernd ist wie eine Malpalette.

### Tristan Irle – Tödliche Doktorspiele
„Ich werde meinen Beruf mit Gewissenhaftigkeit und Würde ausüben. Die Erhaltung und Wiederherstellung meiner Patienten soll oberstes Gebot meines Handelns sein“, so steht es im Ärztegelöbnis. Auch die Ärzte in einem Krankenhaus in Siegen haben diesen Satz gelobt. Doch eines Morgens wird eine tote Patientin gefunden. Wie sich herausstellt, wurde sie falsch behandelt. Der Verdacht fällt auf Chefarzt Dr. Med. Killian, doch er behauptet, unschuldig zu sein. Tristan Irle wird eingeschaltet, um den mysteriösen Mordfall zu untersuchen, ihm gegenüber eine Schar weißer Kittel, die alle etwas zu verbergen scheinen.

### Tristan Irle – Siegener Maskerade
Raffael Leich, ein Schriftsteller, trifft sich im Geheimen mit dem persönlichen Referenten des Bürgermeisters. Ein seltsames Bild wechselt den Besitzer, kurz darauf fallen plötzlich Schüsse.
Raffael kann fliehen. Am nächsten Tag wird Privatdetektiv Tristan Irle eingeschaltet, um zu ermitteln. Zur gleichen Zeit bereitet der Anwalt Hallenberger eine Millionen-Spende für die Stadt Siegen vor, um mit dem Geld das Projekt Apollo-Theater zu finanzieren. Stehen der Mord und das Theaterprojekt etwa in Verbindung? Welche Rolle spielen der Bürgermeister und Raffael Leich? Und dann ist da noch dieses mysteriöse Bild. Im Buch enthalten: ein klappbarer Auszug desselbigen.

### Tristan Irle – Eisenhart
Stadtkämmerer Goldmann steht der Schweiß auf der Stirn – die Stadtkasse ist so ausgetrocknet wie ein afrikanischer Wadi. Sein Chef, der Bürgermeister, eröffnet unterdessen ein Museum und weiß selbst nicht so recht, wie er die anstehenden finanziellen Probleme lösen soll. Am selben Tag ist Tristan Irle, Privatdetektiv, einer Einladung auf das Segelfluggelände der Stadt gefolgt. Dort muss er einen schrecklichen Unfall mit ansehen. Oder war es Mord? Tristan Irle beginnt zu ermitteln, und dabei entpuppt sich die scheinbar eingeschworene Fliegergemeinschaft als lebensgefährliche Bedrohung für ihn und seine Freunde.

### Tristan Irle – Die Fürstenjagd
Es ist Jagdsaison im Wald des Fürsten zu Wiederstein. Nahe Bad Berleburg, in einem Forsthaus, trifft sich allerlei Prominenz aus dem Ausland, um zusammen mit Fürst Siegfried dem Wild auf die Pelle zu rücken. Vom Jagdfieber gepackt, verteilen sich die Herrschaften im Wald. Schüsse fallen und plötzlich ertönen Jagdhörner. Kurz darauf wird die Jagd abgebrochen, denn im Wald liegt ein Toter. Tristan Irle, Privatdetektiv, als Treiber bei der Jagd dabei, übernimmt die Ermittlungen, doch diese stellen sich als äußerst schwierig heraus, denn die Jagdgäste aus höchsten Adeligen Kreisen schweigen, bis die Beweislast immer erdrückender wird.

### Tristan Irle – Lokalzeit
Als vor laufender Kamera der Lokalzeit jemand stirbt, liegen bei allen Beteiligten des Senders die Nerven blank. Noch ahnt keiner, dass dies der Auftakt zu einer unheimlichen Mordserie ist. Privatdetektiv Tristan Irle übernimmt die Ermittlungen. Und die führen ihn überraschend zu einem großen schwedischen Möbelhaus, dessen Ansiedlung zum Interessenkonflikt der mächtigen Parteien geführt hat. Letztendlich drängt sich dem Detektiv eine schwerwiegende Frage auf: Hat das Rathaus etwas mit dem Mord zu schaffen?

### Tristan Irle – Baum fällt
Die heimische Politprominenz ist hocherfreut. Anlässlich einer Fürst-Johann-Moritz-Ausstellung der Region besucht ein brasilianischer Botschafter das Siegerland. Eine gute Gelegenheit, die Gäste aus Übersee einzuladen, um uralte Haubergstradition zu vermitteln. Der Botschafter ist begeistert, jedoch zeigen sich die Kuratoriumsmitglieder der Ausstellung sowie die verantwortlichen Historiker wenig enthusiastisch. Und dann endet der Ausflug für den Gast auf mysteriöse Weise tödlich. Tristan Irle beginnt zu ermitteln. Schon bald steht fest, dass die feine Gesellschaft der Ausstellungsmacher ihre eigenen dubiosen Ziele verfolgt. Schließlich gerät der Detektiv ins Schussfeld, denn im Hintergrund agiert noch der Geheimdienst ...

### Tristan Irle – Die zitternden Tenöre
Vor einer großen Herausforderung steht der Männergesangsverein „Pro Patria“, denn die Mitglieder möchten zusammen mit dem engagierten Chorleiter Gottfried Kunze nach 100-jährigem Bestehen endlich den Status „Meisterchor“ erlangen. Sie proben, bis die Stimmbänder zittern, doch dann geschieht während der Probepausen ein Mord. Chorleiter und erster Vorsitzender sind sich einig. Dieses hinterhältige Attentat kann nur einer aufklären: Privatdetektiv Tristan Irle. Doch die Tenöre misstrauen Tristans Ermittlungen. Je mehr der Detektiv in ein klebriges Geflecht aus Intrigen dringt, desto gefährlicher wird es für ihn. Und dann stellt sich plötzlich heraus, dass das Opfer einen berühmten Verwandten hat.

### Tristan Irle – Der Killersteig
Eine Gruppe Polizisten, der Staatsanwalt und der Landrat treffen sich an einem herrlichen Spätsommertag, um über einen Teil des berühmten Rothaarsteigs zu wandern. Mit Rucksack und Wanderschuhen ausgerüstet beginnt die Wanderung im Süden von Siegen-Wittgenstein, bei Burbach.
Doch schon bei der ersten Übernachtung kommt es zu einem tragischen Zwischenfall. Kurz darauf erhält Tristan Irle, Privatdetektiv, einen geheimnisvollen Anruf, der ihn dazu bewegt, sich der Gruppe am nächsten Tag anzuschließen. Schon bald muss er feststellen, dass nicht alle in der Gruppe so freundlich sind, wie sie vordergründig vorgeben. Als es erneut zu einem Zwischenfall kommt, ahnt der Detektiv, dass ein Mörder unter ihnen weilt.

### Tristan Irle – Locht ein!
An Vorabend der Clubmeisterschaft eines Siegerländer Golfclubs wird eine Leiche auf dem Golfplatz mitten im Wadderhindernis gefunden. Große Aufregung breitet sich unter den Golfern aus. Keiner kann sich so richtig erklären, wie dieser scheinbare Unfall vonstattenging, doch zum Erstaunen von Tristan Irle, Privatdetektiv, hält sich die Trauer um das verstorbene Clubmitglied in Grenzen. Als Tristan die Ermittlungen übernimmt, finden sich Hinweise, die auf Mord deuten. Der Detektiv beginnt Fragen zu stellen, die die Clubmitglieder und den Clubpräsidenten in Aufregung versetzen. Dann findet Tristan Irle die Tatwaffe…

### Tristan Irle hat Lampenfieber
Für den Saisonbeginn hat sich Intendant Wolferl Wanderschmied etwas Großes ausgedacht. Eine prächtig inszenierte romantische Komödie mit jungen Schauspieltalenten und alten Hasen soll das Publikum zum Lachen bringen. Dummerweise überlebt einer der jungen Schauspieler die Generalprobe nicht, was eine Kette von Ereignissen auslöst, die sich Intendant Wolferl so nicht für seine Inszenierung vorgestellt hatte. Glücklicherweise gehört Privatdetektiv Tristan Irle zur Schauspieltruppe und übernimmt die Ermittlungen. Jetzt zeigt Tristan sein wahres Talent und stöbert Intrigen auf, was ihn ins Rampenlicht führt. Doch auf der Bühne ist manches nicht so, wie es scheint, und Tristan weiß, dass der Mörder die Szene ganz genau beobachtet.

### Tristan Irle und der Grabräuber
Ein nächtlicher Anruf lockt Tristan Irle, Privatdetektiv, auf den städtischen Friedhof. Etwas Ungeheuerliches ist dort geschehen – Grabschändung und Mord. Seltsamerweise ist das Opfer der Grabschänder selbst. Eine seltsame Situation, die auch nicht dadurch klarer wird, dass im geschändeten Grab ein Freimaurer liegt. Plötzlich klopft Lina Lamberti, eine junge Historikerin, an Tristans Haustür und behauptet, dass sie Hinweise zu einem geheimnisvollen Artefakt im Kreisgebiet gefunden hat. Zusammen gehen sie der Spur nach, die weit in die Zeit zurückreicht, immer auf der Hut vor einem Mörder, der ihnen im Nacken sitzt.

### Tristan Irle – Wo ist Marlowe?
Die Vorbereitungen für den NRW-Tag in Siegen laufen auf vollen Touren. In der ganzen Stadt werden die nötigen Stände und Buden aufgebaut, da findet man im oberen Schloss eine Leiche. Kurz darauf wird Tristan Irle zum Tatort gerufen, und ein Unbekannter, der sich van Veen nennt, droht mit einem Bombenanschlag. Die örtliche Polizei und sogar das Innenministerium sind auf das Äußerste alarmiert, doch keiner will das Fest absagen. Zusammen mit ein paar Freunden begibt sich Tristan Irle auf die Suche nach dem Täter. Die Offiziellen sehen jedoch al-Qaida am Werk und ziehen ihre Kräfte zusammen. Zu allem Überfluss ist Marlowe, Tristans Kakadu, verschwunden.

### Tristan Irle – Der Bienenstich
Die Eisenstraße ist in einem furchtbaren Zustand. Die Bürger von Lützel wollen die Risse und tausende von Schlaglöchern nicht mehr hinnehmen. Sie beschließen etwas zu unternehmen, allen voran Paul Nöll, Ortsvorsteher und leidenschaftlicher Imker. Etwa zeitgleich genießt Tristan Irle in der Pension seiner Freundin Helga, nur wenige Kilometer entfernt von Lützel, ein paar ruhige Tage. Doch mit der Ruhe ist es schlagartig vorbei, als ein mysteriöser Todesfall die kleine Dorfgemeinde erschüttert. Dorfbewohner sowie Politiker sehen die publicityträchtige Aktion gefährdet. Keine guten Voraussetzungen für Ermittlungen, die sich wie Honig hinziehen. Und dann gibt es da auch noch Bienen, die stechen.

### Tristan Irle serviert kalte Platte
Der Abriss der Siegplatte in der Siegener Innenstadt steht kurz bevor, doch kaum hat ein mächtiger Hydraulikmeißel seine Arbeit begonnen, da stockt plötzlich die Arbeit. Zwischen den Querträgern der Betondecke entdecken Arbeiter eine Leiche. Wie kam sie in vier Meter Höhe? Wie starb sie? Wurde sie ermordet? Das sind Fragen, die Privatdetektiv Tristan Irle mithilfe einer Pathologin klären soll. Bei seinen Ermittlungen findet er Hinweise, die zu einem Geldverleiher und Geschäftsleuten führen. Dadurch werden die Verdächtigen nervös und einer schreckt vor weiteren Gewalttaten nicht zurück.

### Tristan Irle – Die letzte Filmklappe
Als ein Fernsehkrimi beim Oberen Schloss in Siegen gedreht wird, gibt es plötzlich einen schrecklichen Unfall. Zeitgleich findet Tristan Irle auf der Schwelle seiner Haustür eine mysteriöse Botschaft. Stehen Unfall und Botschaft etwa in einem Zusammenhang? Diesen und weiteren Fragen muss sich Tristan Irle stellen, während ein arktischer Schneesturm die Krönchenstadt fest im Griff hat. Schon bald stellt Tristan Irle fest, dass er es mit einem Serienkiller zu tun hat, der vor nichts zurückschreckt.

### Tristan Irle trifft den Wisent
Als Tristan Irle zusammen mit seiner Nichte Sara das Wisentgehege nahe Wingeshausen besucht, müssen die beiden erleben, wie einer der Ranger tot aufgefunden wird. Zum Entsetzen aller wird Leitkuh Gutelaune verdächtigt, den Ranger aufgespießt zu haben. Eine Katastrophe, nicht nur für Sara, sondern auch für Ex-Landrat und zweiten Vorsitzenden des Trägervereins Otto Otterbach. Dieser kämpft immer noch mit den Auswirkungen seines Amtsverlusts, da droht plötzlich eines der renommiertesten Naturschutzprojekte zu scheitern. Nur wenn Gutelaunes Unschuld bewiesen werden kann, kann die Reputation des Projekts wiederhergestellt werden. Doch es gibt nur einen, der sich gegen schießwütige Jäger, zornige Waldbauern, konkurrierende Ranger und die Wildnis im Rothaargebirge behaupten kann: Privatdetektiv Tristan Irle.

### Tristan Irle – Sturmwind
Jubiläumsband Nr. 25, welcher mit 20 farbigen Aquarellen der Künstlerin Anja Georg, Schwester von Ralf Strackbein, ausgestattet ist.
Am Horizont des Rothaargebirges zeigt die Energiewende ihr Gesicht. Windkraftanlagen, die die Baumkronen um weites überragen gefallen nicht jedem. Umweltschützer und Windkraftbefürworter tragen einen hitzigen Kampf aus. Eines Morgens findet man dann eine Leiche, die vor dem Siegener Rathaus am Mikadobrunnen aufgehängt wurde. War das eine Botschaft?
Unter den Augen des neuen Landrats Robert Fischer wird eine Mordkommission von der Polizei gebildet. Auch Privatdetektiv Tristan Irle beginnt zu ermitteln. Dabei führen die Spuren zu Windkraftbefürwortern und -gegnern, und beide Parteien scheinen etwas verbergen zu wollen. Nachdem es zu weiteren Zwischenfällen kommt, die tödlich enden, stellt sich die Frage: „Kann man den aufziehenden Sturm noch verhindern?“

### Tristan Irle – Der Missionsbefehl
Die „Riewekoche Gäng“ hat einen Missionsbefehl: Aufstieg in die 1. Paintball-Bundesliga. Die Studenten der Universität Siegen sind dafür zu allem bereit. Der persönliche Assistent des Landrates hat ebenfalls eine Mission: Möglichst billig ein neues Flüchtlingsheim bauen zu lassen. Dazu muss er zwei konkurrierende Fertighaushersteller in ein Boot bringen. Als der Captain der „Riewekoche Gäng“ ermordet wird, drohen jedoch beide Missionen zu scheitern, da er unglücklicherweise auch noch der Sohn eines der Fertighausherstellers ist.
Privatdetektiv Tristan Irle beginnt zu ermitteln. Er stellt schmerzlich fest, dass Neid und Konkurrenzkampf zerstörerische Züge annehmen können, ausgerechnet dann, wenn Gutes getan werden soll.

### Tristan Irle – Der Luther-Anschlag
Das ganze Land feiert den 500. Jahrestag der Reformation. Auch im Kreis Siegen-Wittgenstein treffen sich Vertreter der katholischen und evangelischen Kirche in einem abgelegenen Freizeitcamp, welches hinter Bad Berleburg im „Niemandsland“ liegt. Leider sind die ehrwürdigen Gottesmänner und -frauen wenig erfreut über diesen Ausflugsort, den das Bistum Paderborn und das Kreiskirchenamt ausgesucht haben, obwohl eigentlich gerade die abgelegene, ruhige Lage genau die richtige Voraussetzung zu sein scheint, um kontemplativ den Glaubensgrundsätzen beider Konfessionen auf den Grund zu gehen.
Ein Mord bringt jedoch alles durcheinander. Das Opfer: ein Protestant. Der schnell gefundene Verdächtige: Erich Roth, der katholische Diakon der Marienkirche in Siegen.
Und als wäre das nicht genug, findet man einen Haufen Flugblätter mit Luthers 62. These, die da lautet: Der wahre Schatz der Kirche ist das heilige Evangelium der Herrlichkeit und Gnade Gottes.
Die Polizei steht vor einem Mysterium. Der herbeieilende Ermittler des Bischofs hofft auf Gottes Hilfe, um entlastende Beweise für seinen Mann zu finden. Dann beginnt Privatdetektiv Tristan Irle mit seinen Ermittlungen und muss schnell feststellen, dass auch heute noch theologische Dispute zu tödlichen Fallen werden können.

### Tristan Irle – Die Killer-OP
Die Universität Siegen erhält für neu geschaffene Lebenswissenschaftliche Fakultät 6,5 Millionen Euro Fördergelder. In diese ist das Medizinstudium integriert. Der Rektor der Universität ist sichtlich zufrieden, ebenso wie die Klinikleiter der drei Siegener Krankenhäuser. Sie bekommen einen Teil des Fördergeldes, um ihre Krankenhäuser für den Lehrbetrieb fit zu machen. Dann jedoch kommt es zu einem unglücklichen Vorfall. Ein anerkannter medizinischer Professor kommt bei seiner eigenen Hüft-OP ums Leben. Daraufhin wird das OP-Personal beschuldigt, Fehler begangen zu haben. Schließlich schaltet sich Privatdetektiv Tristan Irle ein. Seine Ermittlungen führen ihn hinter die Kulissen des Krankenhausbetriebs. Schnell wird klar, dass die Ärzte eine verschworene Gemeinschaft bilden. Nachdem der Detektiv Hintergründe und Fakten mühsam, wie kleine Mosaiksteine, zusammengetragen hat, bietet sich ihm ein Gesamtbild, das ihn erschaudern lässt.

### Tristan Irle – Das Pferdegrab
Um sich für das große Reitturnier „Die Classics“ zu qualifizieren, müssen die Nachwuchsreiter das berüchtigte „Pferdegrab“, ein Hindernis im Parcours, gemeistert haben. Die Favoriten des Turniers beäugen sich kritisch. Jeder von ihnen könnte das Turnier gewinnen – besitzen sie doch alle auffällig gute Springpferde. Als man einen der Favoriten tot im Stall findet, explodiert die Stimmung.
Schnell sind gegenseitige Beschuldigungen ausgesprochen. Privatdetektiv Tristan Irle wird engagiert, um den heimtückischen Mord aufzuklären. Die Ermittlungen führen in Gruben, gegen die ein Misthaufen fast steril erscheint. Dem Detektiv wird einiges abverlangt und sie bringen ihn zum Schluss in Lebensgefahr.

### Tristan Irle – Nachtfrost
Tristan Irle und Erich Roth sind als Aushilfskellner im Forsthaus Hohenroth engagiert. Zusammen mit den Gästen einer Abschiedsfeier eines Siegerländer Industriellen werden die beiden eingeschneit. Bedauerlicherweise kommt einer der Gäste plötzlich ums Leben. Privatdetektiv Irle wittert mysteriöse Umstände und beginnt zusammen mit dem Polizeidirektor zu ermitteln.

### Tristan Irle – Die Todes-Rallye
An einem schönen Frühlingstag im Mai treffen sich die Liebhaberinnen und Liebhaber alter Automobile zur ersten Rallye des Jahres. Restaurierte Seltenheiten werden vorgestellt und bewundert. Alle freuen sich darauf, endlich wieder den Fahrtwind im Gesicht zu spüren. Doch bevor es auf die Straße geht, steht eine Technikprüfung an, welche für eine Teilnehmerin tödlich endet.
Während die Polizei von einem Unfall ausgeht, vermutet Tristan Irle einen hinterhältigen Mord. Der Detektiv beginnt mit seinen Ermittlungen im Kreise der Rallye-Teilnehmer. Doch die Nachforschungen stellen sich als äußerst schwierig heraus, denn die Verdächtigen scheinen immer einen Gang höherzuschalten, wenn er ihnen nahe kommt.

### Tristan Irle – Das Krimispiel
Verschiedene Vertreter der Rathäuser im Kreisgebiet treffen sich in einem Luxushotel im oberen Lahntal im Rothaargebirge zu einem Krimispiel, um sich „besser kennenzulernen“. Aus Spaß wird jedoch schnell Ernst, als plötzlich ein Schmuckstück vermisst wird und das Zimmermädchen Ruth verdächtigt wird. Als auch noch ein Mord geschieht, setzt sich Tristan Irle auf die Spur des kaltblütigen Killers.

### Tristan Irle – Der Heimatverein
Der Vorsitzende des Heimatvereins im fiktiven kleinen Dorf Elbing wird tot in seiner Wohnung aufgefunden. Der Pfarrer der Gemeinde beauftragt Privatdetektiv Tristan Irle daraufhin die Ermittlungen aufzunehmen. Das Opfer, ein Kräutertee-Liebhaber, engagierte sich leidenschaftlich im Dorf und leitete überdies eine Einsatzstelle des Bundesfreiwilligendienstes. Waren die vielen Aktivitäten des Mannes jemanden ein Dorn im Auge? Nicht jeder scheint von den guten Absichten des Opfers überzeugt gewesen zu sein. Und warum interessiert sich plötzlich ein Landtagsabgeordneter für das kleine Dorf?
Dann geschieht ein weiteres Unglück, was den Detektiv und die Polizei vor ein Rätsel stellt.

### Tristan Irle – Die Dilldappenverschwörung
Ein sensationeller Fund versetzt die Behörden in Aufregung. An der Grenze zwischen Siegerland und Wittgenstein werden die Überreste eines Hügelgrabes gefunden. Für die Archäologen ist der Fund bedeutsam, für die obere Wasserbehörde ein Schock. Soll doch in unmittelbarer Nähe des Fundortes eine Probebohrung für einen möglichen Staudamm stattfinden. Denn trotz niederschlagsreicher Sommer ist den Experten klar – die Erderwärmung wird sich auch ins Kreisgebiet Siegen-Wittgenstein vorkämpfen.
Eine dritte Talsperre gefällt jedoch nicht jedem. Ein Politiker und ein Landbesitzer stemmen sich gegen das Vorhaben. Der überraschende Fund gibt ihnen Hoffnung, das Projekt aufzuhalten. Ein Archäologe des Landschaftsverbandes soll zusammen mit einem Bauteam das Bodendenkmal vor dem herbstlichen Dauerregen sichern. Dann geschieht am Fundort ein Unglück.
Der plötzliche Tod eines Menschen lässt alle Beteiligten innehalten. Es werden Fragen laut. Zweifel am Unfallhergang lösen eine Ermittlung aus, in der Privatdetektiv Tristan Irle involviert wird. Der Detektiv erkennt schnell die Bedeutung des Fundes. Er muss feststellen, dass die Zukunft einer ganzen Region auf dem Spiel steht, wenn er den Fall nicht schnell löst.

## Rezeption
Vor allem im Siegerland erfreuen sich die Tristan-Irle-Romane großer Beliebtheit. Mittlerweile werden teilweise 7000 Bücher pro Auflage herausgegeben. Beim Band Sturmwind betrug die Erstauflage 6000 Bücher.